# 路竹 (大字)
路竹，原稱為半路竹，是臺灣高雄市路竹區的一個傳統地域名稱，也是全區行政中心所在地，位於該區中部偏西南。相較於今日行政區，其範圍大致包括竹東里不含東部邊界地帶北側及中間一段、竹西里、竹南里不含東部邊界地帶中至南段及西南端、文北里不含西北部及西部邊界地帶中段、文南里不含西南部中央凸出部分的南半側、竹滬里東部邊界地帶南段及北側一小段、後鄉里東北部邊界地帶兩小段及東部邊界地帶兩小段、北嶺里省道台1線以西地區的北部不含其東端及西端。
本地區境內主要聚落為半路竹、蔡文，設有路竹高中（附設國中部）、路竹國小、蔡文國小，南端被劃入南科高雄園區的範圍。

## 歷史
台灣日治初期，路竹地區為一街庄，稱為「半路竹庄」（舊制街庄），隸屬於維新里。該庄昔日北與湖內庄、一甲庄為鄰，東邊北至中段與大社庄、鴨母藔庄為鄰，東邊南段及南邊為北嶺墘庄，西邊為後鄉庄、竹滬庄。
1901年（日治明治三十四年）11月11日，全台廢縣廳改設二十廳，該庄隸屬於鳳山廳。1904年（明治三十七年）5月3日，該庄編入「一甲區」，隸屬於鳳山廳。1909年（明治四十二年）10月25日，全台合併二十廳為十二廳，一甲區改隸屬於臺南廳。1920年（大正九年）10月1日，全台地方制度大改正，廢十二廳改設五州二廳，該庄改制並簡化為「路竹」大字，隸屬於高雄州岡山郡路竹庄（新制街庄）。
戰後路竹庄改制為路竹鄉，隸屬於高雄縣，大字亦改制為村。1950年（民國39年）10月1日，高、屏分治，路竹鄉仍隸屬於高雄縣。2010年（民國99年）12月25日，高雄縣、市合併為直轄高雄市，路竹鄉改制為路竹區，村亦改制為里。

## 聚落
本地區發展較早的聚落為半路竹、蔡文，在日治初期的官方地圖上已有記載。

## 交通
台鐵縱貫線是台灣西部南北向鐵路幹線，經過本地區東部邊界地帶北段，並設有路竹車站。該站屬三等站，僅停靠部分莒光號、區間快車及全部區間車；由此可前往台鐵沿線各站。
省道台1線又稱「縱貫公路」，是台北至楓港的傳統平面幹道，經過本地區東部的路竹聚落。由該道路北行可前往湖內區、台南市仁德區、東區/南區、永康區等地，南行可前往岡山區、橋頭區、楠梓區、仁武區西部等地。
區道高7線是營前至岡山的道路，經過本地區東部中央凸出尖三角的頂點外緣。
區道高8線是竹滬至路竹的道路，其東側端點（終點）位於本地區路竹聚落的省道台1線路口，由此向西會經過本地區的蔡文聚落。
區道高10線是北路竹至下坑的道路，其西側端點（起點）位於本地區北部邊界地帶的省道台1線路口。
區道高10-1線是一甲至路竹的道路，其西南側端點（終點）位於本地區路竹聚落的省道台1線路口。
區道高17線是路竹至本洲的道路，其北側端點（起點）位於本地區東部中央凸出尖三角頂點外緣的區道高18線轉角路口。
區道高18線是烏樹林至路竹的道路，其東側端點（終點）位於本地區東部中央凸出尖三角的頂點外緣的區道高7線路口，由此向西南經過鐵路平交道後轉西北，會經過本地區的路竹、蔡文兩聚落。

## 學校
- 路竹高中（附設國中部）
- 路竹國小
- 蔡文國小

## 公務機關
- 路竹區公所
- 高雄市路竹戶政事務所
- 高雄市政府警察局湖內分局路竹分駐所
- 高雄市政府消防局第五大隊暨路竹消防分隊